# Мата Харі (телесеріал)
Мата Харі (рос. Мата Хари, англ. Mata Hari) — російський телесеріал виробництва кінокомпанії «Star Media» за участі телеканалів «SIC» (Португалія), АТ «Перший канал» (Росія) та ПрАТ «Телеканал Інтер» (Україна). Міжнародним дистриб'ютором у 2016 році стала німецька компанія Red Arrow International, яка вперше представила телесеріал на MIPCOM 2016 у Каннах.
Телесеріал розповідає про пригоди легендарної шпигунки, смертельної спокусниці та пристрасної танцівниці Маргарити Зелле, більш відомої під псевдо Мата Харі, яка під час Першої світової війни була подвійною шпигункою на користь Німеччини та Франції.

## Сюжет
Картина заснована на реальних подіях і розповідає про незвичайну життя легендарної особистості ХХ століття — шпигунки, танцівниці й куртизанки.
Про Мата Харі — одну з найвідоміших і найзагадковіших жінок минулого століття — написано багато книг і знято чимало фільмів. Їхні автори, як правило, розповідають про героїню як про куртизанку і шпигунки. Але творці багатосерійного фільму «Мата Харі» вирішили показати і іншу сторону її життя. Для них головна героїня — молода жінка, яка багато страждала, відчайдушно боролася за свою незалежність і любов, за право виховувати дочку, яка не опускала руки у хвилини відчаю і зуміла підкорити світ.
У серіалі біографічні факти життя Маргарети Зелле, відомої нам під ім'ям Мата Харі, майстерно переплетені з художнім вимислом, тому одночасно з реальними історичними персонажами на екрані з'являються і вигадані герої.

## Виробництво
Зйомки проходили у кілька етапів в Португалії, Росії та Україні. У Росії та Україні знімали батальні сцени Першої Світової війни, життя і розвиток кар'єри капітана Володимира Маслова. Фільм знімали англійською мовою, але згодом створили також і дубляж російською. Прем'єрний показ сьомої серії відбувся 16 жовтня 2016 року MIPCOM 2016 у Каннах.

## У головних ролях
| - Ваїна Джоканте — Мата Харі - Ошин Стак — Габриель Астрюк - Максим Матвєєв — Володимир Маслов, капітан - Олексій Гуськов — Жорж Ладу, голова французької контррозвідки - Ксенія Раппопорт — Елізабет Шрагмюллєр - Вікторія Ісакова — графиня Лідія Кірєєвські - Рутгер Гауер — Стольбаккен, суддя - Кристофер Ламберт — Густав Крамер - Світлана Ходченкова — Златка Дженич - Олександр Михайлов — Петро Алєксєєвіч Сєміхін - Олександр Петров — Матьйо Ніво з прізвиськом «Ніж», крадій та вбивця - Нуно Лопеш — барон Максіміліан Рідох - Джон Корбетт — Рудольф Маклеод - Ехезкель Лазаров — Дон Хесус Костелло, іспанський граф - Раде Шербеджія — Еміль Гіме - Алсідєш Естрела — Сайрус - Кріс Мьорфі — Убер Сурдьє, водій Кірєєвської | - Жерар Депардьє — батько Бернард, піп - Карлоту Котто — Теофіль Растін'як - Марія Фоміна — Віра Сєміхіна - Макар Запорізький — прапорщик Рябов - Дмитро Мальцев — Ерве Матін - Петро Нестеров — лейтенант Сахневич - Олександр Хошабаєв — містер Мело - Ілля Сланевський — німецький офіцер - Наіль Абдрахманов — Давид - Артем Ципін — Салінас - Анатолій Лобоцький — місьє Мальє - Андрій Тартаков — Сергій Дягілєв - Даніло Дунаєв — П'єр Лєнуар - Руслан Джайбеков — Андре Сітроен - Олександр Рязанцев — Ніколай Алєксандровіч Лохвіцкій, генерал-майор - Наталія Гудкова — Мішель Ріва - Михайло Дорожкін — Сальбарбе - Ігор Іванов — метр Клюне, адвокат |

## Показ серіалу
Уперше серіал транслювався 21 та 22 січня 2017 року на португальському телеканалі «SIC». Прем'єра першого сезону 12-серійного серіалу в Росії відбулася на телеканалі «Перший канал» 20 березня 2017 року.
В Україні прем'єра відбулася на телеканалі «Інтер» 27 березня 2017 року — телеканал не зробив власного дубляжу серіалу українською і показав його в російському дубляжі з українськими субтитрами.

## Нагороди
Хоча Україна й не була офіційним спів-виробником серіалу, в Україні серіал отримав 2 нагороди «Телетріумф» в 2018 році; зокрема серіал переміг у номінації «Телевізійний серіал (4 — 16 серій)», а Ольга Ряшина перемогла у номінації «Режисер-постановник телесеріалу».